# Paku Alam IV
Paku Alam IV (ook: Pakoe Alam IV) (25 oktober 1841) was van 1864 tot 1878 de zelfregerende vorst van Pakualaman, een vorstendom op centraal Java in Indonesië. Hij volgde zijn vader Paku Alam III op als pakualam. De vorst was vazal van Yogyakarta en indirect van Nederland. De heersers van de zelfregerende vorstendommen Surakarta, Yogyakarta, Mangkunegaran en Pakualaman hadden een hoge status. . De volledige titel van de vorst was Kanjeng Gusti Pangeran Adipati Arya Paku Alam IV.